# Eberhard Schmidt (Verfahrenstechniker)
Eberhard Schmidt (* 4. August 1960 in Jugenheim, Hessen) ist ein deutscher Verfahrenstechniker und seit 1999 Professor für Sicherheitstechnik und Umweltschutz an der Bergischen Universität in Wuppertal.

## Leben
Schmidt studierte von 1980 bis 1985 Chemieingenieurwesen an der Universität Karlsruhe (TH), was er 1985 mit dem Diplom abschloss. Anschließend promovierte er am Institut für Mechanische Verfahrenstechnik und Mechanik (IMVM) bei Friedrich Löffler und schloss die Promotion 1991 mit Auszeichnung ab. 1998 folgte die Habilitation ebenfalls auf dem Gebiet der mechanischen Verfahrenstechnik.
Nach der Habilitation arbeitete Schmidt eineinhalb Jahre bei der Degussa-Hüls AG in der Verfahrens- und Prozesstechnik, Abteilung Partikeltechnik, bevor er 1999 den Lehrstuhl in Wuppertal übernahm.
Eberhard Schmidt ist ehrenamtlich für die VDI/DIN-Kommission Reinhaltung der Luft (KRdL) tätig und Mitglied des Fachbeirats „Umweltschutztechnik“ der KRdL.

## Arbeitsschwerpunkte
Schmidt beschäftigt sich im Wesentlichen mit der Behandlung, Erzeugung, Vermeidung und Abscheidung von Stäuben oder, allgemeiner, von kleinsten Feststoffpartikeln. Dies schließt beispielsweise die Untersuchung der Partikelpenetration durch Fehlstellen in Oberflächenfiltern, die Untersuchung der Staubentstehung bei der Handhabung von Pulvern, die Berechnung der adhäsiven Kräfte von Partikeln, die Modellierung und Simulation der Bewegung partikulärer Systeme und die Fließschema-Simulation von Feststoffprozessen ein, ebenso wie die Partikelabscheidung aus Gasen zur Emissionsminderung oder Produktgewinnung. Daneben befasst sich Schmidt mit der Wasseraufbereitung durch Membrantechniken.

## Auszeichnungen
- 1986: Verleihung des Emil-Kirschbaum-Preises durch die Fakultät für Chemieingenieurwesen der Universität Karlsruhe (TH)
- 1994: Verleihung des Heinz-Maier-Leibnitz-Förderpreises durch den Bundesminister für Bildung und Wissenschaft
- 1998: Verleihung des Arnold-Eucken-Preises durch die VDI-Gesellschaft Verfahrenstechnik und Chemieingenieurwesen (VDI-GVC)